# Tuzlukçu
Tuzlukçu est une ville et un district de la province de Konya dans la région de l'Anatolie centrale en Turquie.